# Hollister Co.
Hollister Co. eller bare Hollister eller HCo er en amerikansk tøjproducent, der markedsfører sig selv med den amerikanske drøm om at bruge hele sommeren på at surfe i Californien. 
Firmaet er grundlagt i 2000 af den amerikanske tøjproducent Abercrombie & Fitch. Firmaet sælger fra egne butikker og hjemmeside, men også gennem flere af de internationale tøj-webshops.

## Butikker
Den første Hollister-butik blev åbnet i år 2000, som et spin-off til det dyrere moder-brand Abercrombie & Fitch. Siden har Hollister åbnet butikker over hele verden, bl.a. i Malmø og Stockholm.
En Hollister-butik er indrettet efter samme koncept som A&F med unge modeller, lavt lys og høj musik. Hollister har brugt et stort beløb på at sætte storskærme op i deres butikker der viser live videoer fra strande i Californien.
I 2009 åbnede Hollister deres første "flagship store" i Soho New York. Butikken er opdelt i 4 etager. 
Pr. 2023 driver kæden 541 butikker på verdensplan. Hollister har endnu ingen butikker i Danmark.

## Retssager
Hollister har blandt andet været i retten, fordi butikkerne er indrettet med en høj veranda, der gør det svært for kørestolsbrugere at få adgang til butikken. Retten besluttede at Hollister skulle gøre det muligt at åbne deres døre i siderne af Hollister-butikkerne af alle.